# Ronnie Sinclair
Ronnie Sinclair, all'anagrafe Ronald McDonald Sinclair (Stirling, 19 novembre 1964) è un ex calciatore scozzese, di ruolo portiere.

## Carriera
Sinclair dopo aver giocato nelle giovanili dei dilettanti dello Stirling Boys Club si accasa nel 1981 al Nottingham Forest, club della prima divisione inglese, che nel 1982 lo aggrega alla sua prima squadra; di fatto, pur restando sotto contratto con il Forest fino al 1986, non gioca però mai nessuna partita ufficiale con il club, facendo il suo effettivo esordio tra i professionisti solamente nei mesi finali della stagione 1983-1984 quando, all'età di 20 anni, viene ceduto in prestito ai gallesi del Wrexham, militanti nella quarta divisione inglese, con i quali gioca 11 partite di campionato. Tra il 1984 ed il 1986 trascorre poi vari periodi in prestito a Derby County, Sheffield Utd e Leeds Utd, senza però di fatto mai scendere in campo in partite ufficiali con nessuno di questi club. Nel giugno del 1986 viene poi acquistato a titolo definitivo dal Leeds United per 10000 sterline, e qui nella stagione 1986-1987 gioca 8 partite in seconda divisione. Rimane poi in squadra fino al settembre del 1989 senza giocare ulteriori partite ufficiali, fatto salvo per due periodi in prestito all'Halifax Town nelle stagioni 1986-1987 (4 presenze) e 1988-1989 (10 presenze) in quarta divisione. Nel settembre del 1989 passa al Bristol City, con cui nella stagione 1989-1990 conquista una promozione dalla terza alla seconda divisione, a cui contribuisce con 27 presenze; l'anno seguente gioca invece 17 partite in seconda divisione, per poi finire la stagione 1990-1991 in prestito al Walsall, con cui gioca 10 partite in quarta divisione.
Nel novembre del 1991, dopo un ulteriore breve periodo senza partite ufficiali al Bristol City, viene ceduto per 25000 sterline allo Stoke City, club di terza divisione. Qui nelle stagioni 1991-1992 e 1992-1993 (quest'ultima conclusa con la vittoria del campionato e, quindi con la promozione in seconda divisione) gioca rispettivamente 26 e 29 partite di campionato, per poi trascorrere la stagione 1993-1994 da portiere di riserva senza mai scendere in campo (nel finale di stagione passa anche per un periodo in prestito al Bradford City, club con cui non gioca però nessuna partita di campionato). Nella stagione 1994-1995 trova nuovamente continuità di impiego, giocando 24 partite in seconda divisione, categoria in cui nella stagione 1995-1996 torna però a ricoprire un ruolo da riserva, giocandovi una sola partita.
Nell'estate del 1996 si svincola dallo Stoke City e si accasa al Chester City, in quarta divisione; qui in due stagioni gioca in totale 72 partite di campionato (2 delle quali nei play-off della stagione 1996-1997), per poi anche a causa di un infortunio che gli aveva fatto perdere il posto da titolare nei mesi finali della stagione 1997-1998 restare svincolato nell'estate del 1998. Si ritira infine nel 2000, all'età di 36 anni, dopo due stagioni trascorse giocando sporadicamente in Northern Premier League (sesta divisione) con i semiprofessionisti di Leek Town e Witton Albion.
In carriera ha giocato complessivamente 239 partite nei campionati della Football League.

## Palmarès

### Club

#### Competizioni nazionali
- Second Division: 1

Stoke City: 1992-1993